# Château de Martinvelle
Le château de Martinvelle est un château de la commune de Martinvelle au sud-ouest du département des Vosges en région Lorraine.

## Histoire
Le château a été construit par les membres de la famille Esmez-Deutout. Cette famille est déjà présente à Martinvelle au début du XVIIe siècle puisqu'elle était au service des ducs de Lorraine. François Esmez, colonel du Régiment d’Épinal, est anobli par le duc Charles IV de Lorraine en 1651 pour ses faits d'armes au siège d’Épinal le 9 octobre 1650. Ses armoiries sont les suivantes : porte d'azur à l'épée flamboyante d'argent mise en pal, surmontée de trois étoiles d'or mises de rang. Il avait été précédemment un des défenseurs de La Mothe-en-Bassigny face aux armées françaises de Louis XIV jusqu'en 1645.
Au début du XIXe siècle, Jacques-Alexandre Esmez-Deutout (1777-†1856), lieutenant-colonel de hussards, maire de Martinvelle, décide d'agrandir certains bâtiments existants de l'époque pour créer les pièces principales du château. Celui-ci est ainsi très fortement remanié.
Le château ne fait actuellement l'objet d'aucune inscription ou classement au titre des monuments historiques.
Laure Esmez Deutout Pigache (1919-2005) habite le château dans la seconde moitié du XXe siècle. Descendante de la famille Esmez Deutout et de la famille Pigache qui se sont unies, elle est à la tête d'une exploitation agricole de culture de fruits à pépins et à noyau.

## Description

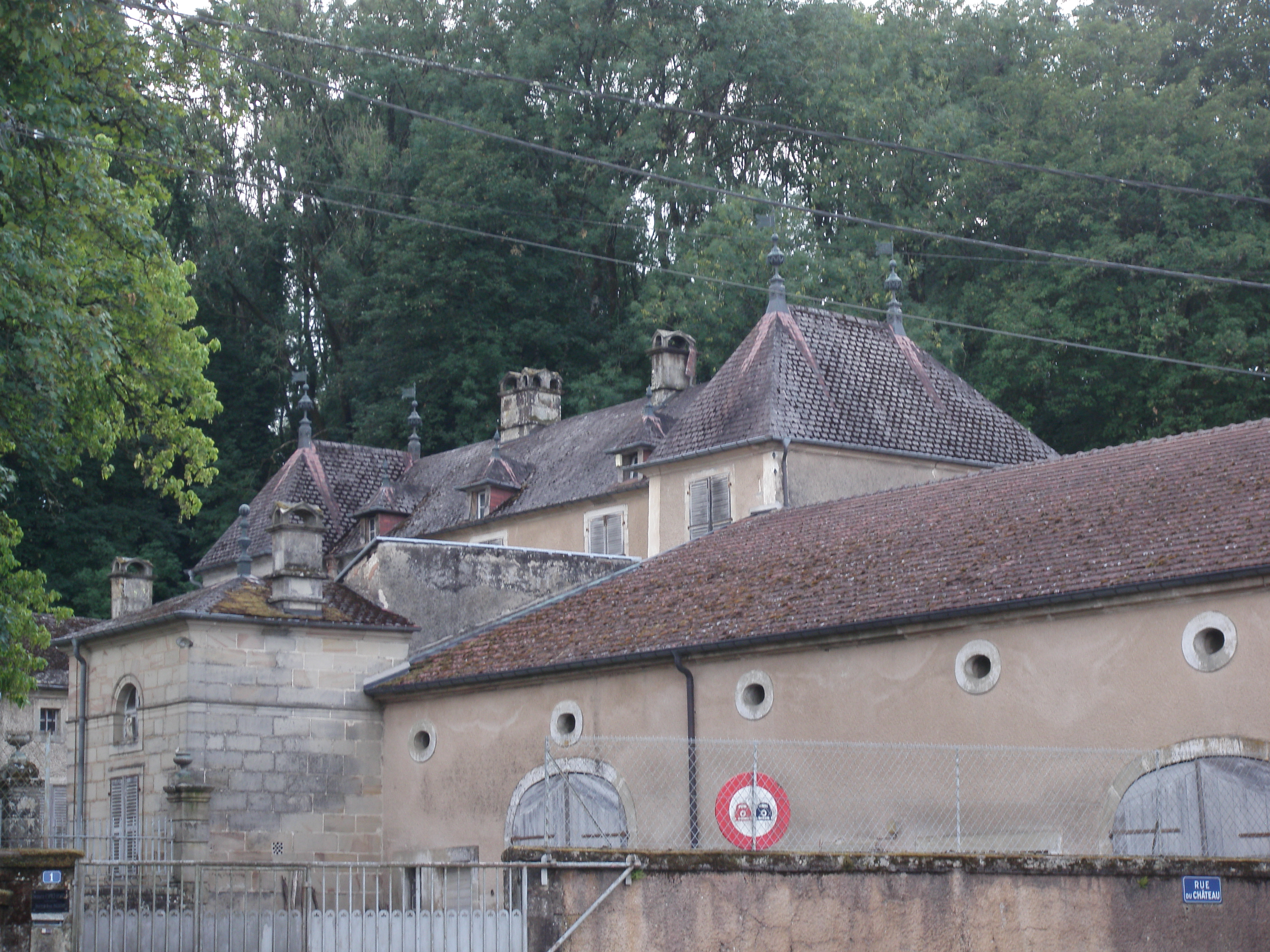
Château depuis le portail d'entrée

Le domaine du château est situé en contrebas du village dans un vallon boisé. Il est entièrement entouré par un mur de pierre.
Le château en U se dresse au fond de la cour d'honneur et se décompose en un bâtiment principal, avec deux tours carrées, auquel il faut ajouter deux ailes de chaque côté. Le bâtiment principal a quatre niveaux d'élévation, le 3e étage étant sous le toit, alors que ses deux ailes n'en ont que deux. Le rez-de-chaussée surélevé du bâtiment principal est mis en valeur par un perron et une terrasse bordée par une rampe en fer forgée.
À droite du château se trouvent la ferme et les communs dont une pièce abrite un four à pain.

## Famille Esmez-Deutout
François Esmez est anobli en 1651 par le duc Charles IV de Lorraine. Il est le fils de Jean Esmez (ou Aymé), secrétaire du duc de Lorraine et substitut du procureur de l'Évêché de Metz et d'Isabelle dite Zabillon Mélian .
- François Esmez (v.1610-†?) -  Il épouse Bénigne Roussel puis Anne Tranchot, dont du premier lit :
  - Sébastien Esmez, mayeur de Martinvelle -  Il épouse Anne Dubois dont :
    - François Esmez de Deutout (v.1660-†?), chevau-léger au service de Charles V, duc de Lorraine -  Il épouse Claudine Masson (1665-?) dont :
      - Nicolas Esmez de Deutout (1692-†1767), notaire, tabellion, syndic puis procureur d'office en la Haute-Justice de Martinvelle, procureur fiscal d'office des comtes d'Haussonville et de Raigecourt en la baronnie de Passavant-  Il épouse Nicole Crevoisier (1705-†1780) dont :
        - Nicolas Esmez de Deutout (1745-†1794), cadet au régiment du Roi-Infanterie -  Il épouse en 1768 Françoise Bigot (1750-†1817) dont :
          - Jacques-Alexandre Esmez-Deutout (1777-†1856), lieutenant-colonel de hussards, maire de Martinvelle (1840-1848) -  Il épouse en 1814 Aline Regnault de La Susse (1793-†1882) dont :
            - Frédéric Esmez-Deutout (1817-†1876), rentier, percepteur à Blamont (Doubs), maire de Martinvelle, agriculteur -  Il épouse en 1846 Laure Ratiez (1818-†1888), fille du colonel Ratiez, dont :
              - Adalbert Esmez-Deutout (1847-†1927), capitaine de vaisseau  -  Il épouse en 1884 Jeanne Liscoat (1862-†1924), sans postérité.
              - Paul Esmez-Deutout (1852-†1932), commandant d'infanterie coloniale de marine  -  Il épouse en 1906 Marie Frébillot (1879-†1957) dont postérité.
              - Alexandre Esmez-Deutout (1854-†1909) -  Il épouse en 1884 Marie Le Maître (1860-†1935) dont postérité.

            - Amédée Esmez-Deutout (1820-†1864),chef d'escadron au VIe Régiment de Chasseurs.